# Klaus Lafrenz
Klaus Lafrenz (* 13. Dezember 1940; † 25. Juli 1999) war ein deutscher Kunstsammler.

## Leben und Wirken

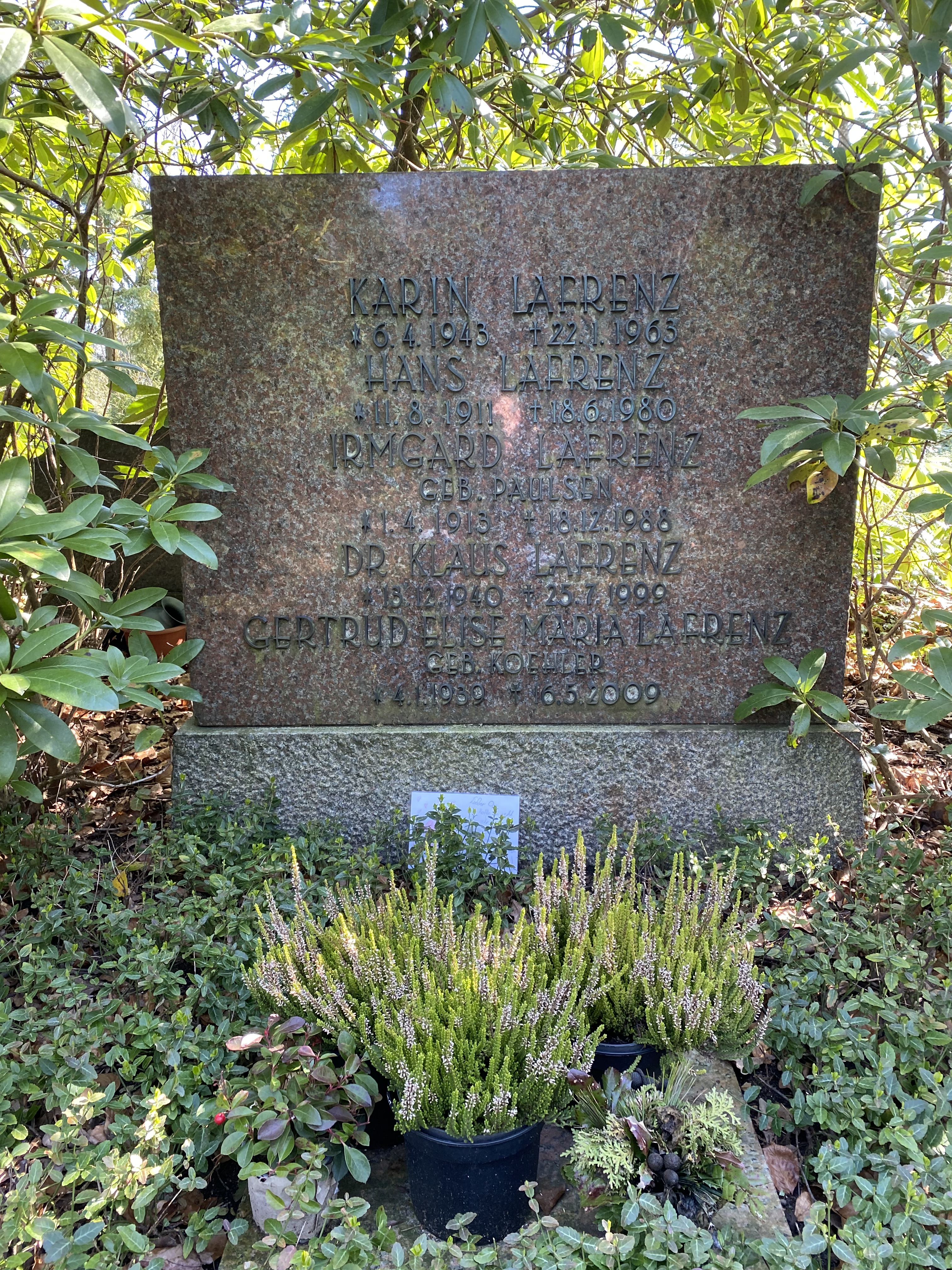
Grabstätte auf dem Friedhof Blankenese

Klaus Lafrenz war Apotheker in Hamburg. 1969 wurde er an der Universität Hamburg mit der Arbeit Untersuchungen über die Stabilität von Plasmaersatzflüssigkeiten unter besonderer Berücksichtigung der Kunststoffverpackung zum Dr. rer. nat. promoviert.
Klaus Lafrenz wurde in der Familiengrabstätte auf dem Friedhof Blankenese beigesetzt.

## Sammlung Lafrenz
Ab Anfang der 1970er Jahre sammelte Klaus Lafrenz Kunstwerke mit Schlüsselpositionen der Nachmalerischen Abstraktion, der Minimal Art, der Arte Povera und der Konzeptkunst aus Europa und aus den Vereinigten Staaten. Die Sammlung übergab er 1991 als Leihgabe an das Weserburg Museum für moderne Kunst in Bremen. Zur Sammlung gehören unter anderen Werke von Michael Bauch, Daniel Buren, Pier Paolo Calzolari, Alan Charlton, Raimund Girke, Donald Judd, Harald Klingelhöller, Sol LeWitt, Richard Long, John McCracken, Mario Merz, Bruce Nauman, Blinky Palermo, Rolf Rose, Ben Schonzeit, Thomas Schütte und Jerry Zeniuk.
Sein Sohn Björn Lafrenz (* 1973) führt nach dem Tod von Klaus Lafrenz die Sammlung weiter.

## Schriften
- Untersuchungen über die Stabilität von Plasmaersatzflüssigkeiten unter besonderer Berücksichtigung der Kunststoffverpackung. Dissertation. Universität Hamburg 1969.